# Wieszki (osada leśna w województwie kujawsko-pomorskim)
Wieszki – osada leśna w Polsce położona w województwie kujawsko-pomorskim, w powiecie nakielskim, w gminie Nakło nad Notecią.
W latach 1975–1998 miejscowość należała administracyjnie do województwa bydgoskiego.